# Óleo dos santos

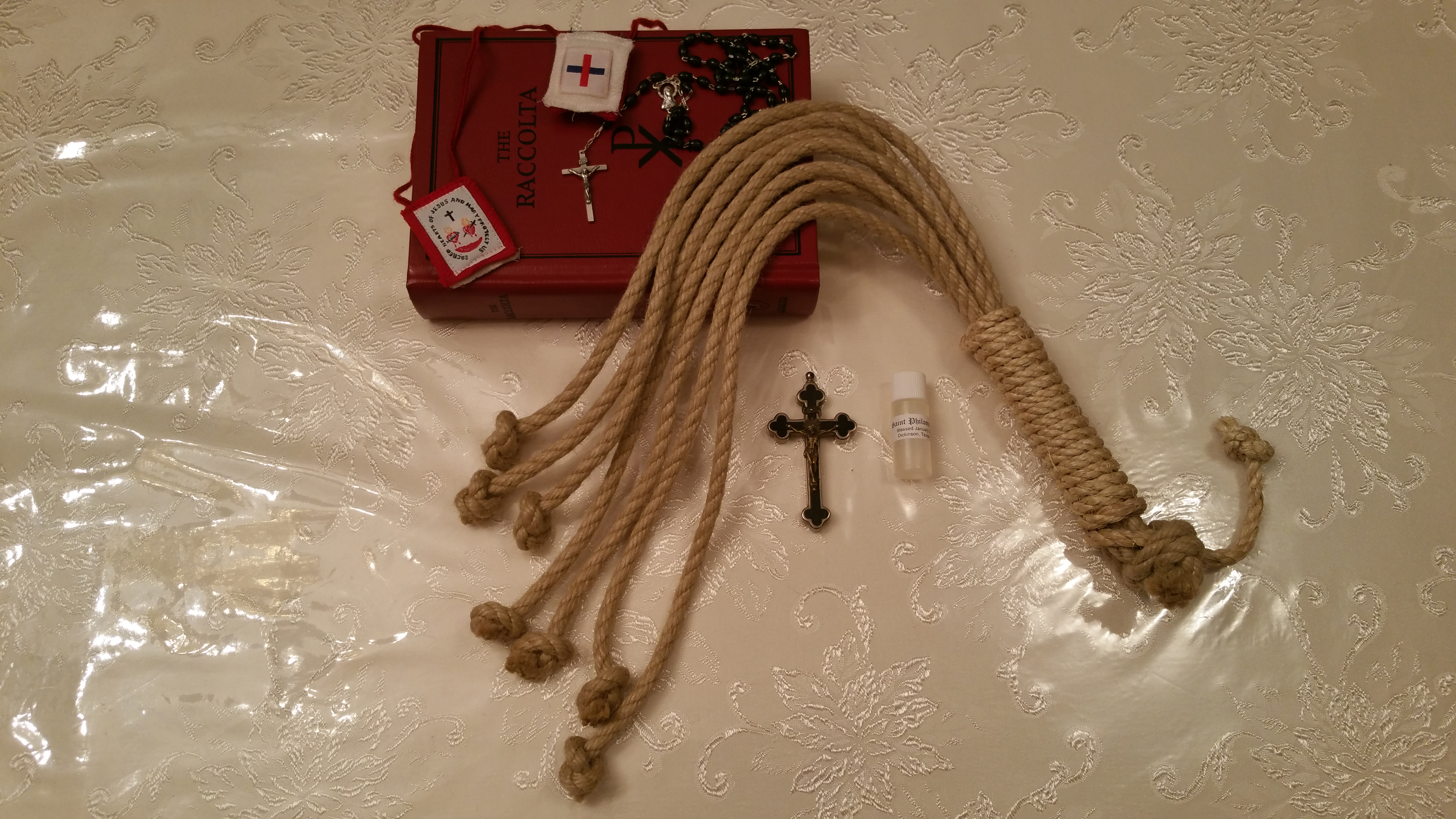
Exemplos de disciplinas e devocionais, entre eles o óleo de Santa Filomena

O óleo dos santos, também conhecido como o maná dos santos, é "um líquido aromático com propriedades curativas"  ou "água benta (muito parecida com mirra)"  que, segundo se diz, fluiu ou ainda flui, das relíquias ou dos locais de sepultamento" de certos santos cristãos, conhecidos como miroblitos, enquanto a exsudação em si é referida como myroblysia ou miroblitismo. Na Igreja Ortodoxa Oriental, acredita-se que alguns ícones liberem esse óleo.
Segundo Michael Ott, o termo também se refere ao "óleo das lâmpadas que ardem diante dos santuários dos santos" ou "a água que corre dos poços perto dos seus sepulcros", ou "o óleo e a água que de alguma forma entraram em contacto com as suas relíquias".

## Usos do óleo
De acordo com Michael Ott:
Esses óleos são ou foram usados pelos fiéis, com a crença de que curarão doenças corporais e espirituais, não através de qualquer poder intrínseco próprio, mas através da intercessão dos santos com os quais os óleos têm alguma conexão. Nos dias de São Paulino de Nola (n. 431), prevalecia o costume de derramar óleo sobre as relíquias ou relicários de mártires e depois reuni-lo em vasos, esponjas ou pedaços de pano. Este óleo, mártir do petróleo , foi distribuído entre os fiéis como remédio contra a doença [Paulini Nolani Carmen , XVIII, linhas 38-40 e  Carmen, XXI, linhas 590-600, em "Corpus Scriptorum Ecclesiasticorum Latinorum" (Viena, 1866 sq.), XXX, 98, 177]. De acordo com o testemunho de [Paulino de Pétrigeux] (que escreveu em cerca de 470) na Gália, esse costume foi estendido também às relíquias de santos que não morreram como mártires, especialmente às relíquias de São Martinho de Tours ('Paulini Petricordiae Carmen de vita S. Martini', V, 101 pés quadrados em  Corpus Scriptorum Ecclesiasticorum Latinorum , XVI, 111). Em seus relatos de milagres, realizados através da aplicação de óleos dos santos, os primeiros escritores eclesiásticos nem sempre afirmam exatamente que tipo de óleo dos santos se entende. Assim, Santo Agostinho (Cidade de Deus, Livro XXII) menciona que um homem morto foi trazido à vida pela ação do óleo de Santo Estêvão.

## Lista de santos miroblatos
- Demétrio de Tessalônica[1]
- Nilus of Kynouria
- Barbarus the Former Robber
- Simon the Athonite
- Santa Valburga: "Famoso entre os óleos dos santos é o Óleo de São Valburga (oleoduto Walburgis). Ele flui da laje de pedra e da placa de metal ao redor da qual repousam as relíquias da santa em sua igreja em Eichstätt, na Baviera. O líquido é capturado em um copo de prata, colocado sob a laje para esse fim, e é distribuído entre os fiéis em pequenos frascos pelas Irmãs de São Bento, a quem a igreja pertence. Uma análise química mostrou que o fluido não contém nada além dos ingredientes da água. Embora a origem do fluido seja provavelmente devida a causas naturais, o fato de ter entrado em contato com as relíquias da santa justifica a prática de usá-lo como remédio contra doenças do corpo e da alma. A menção ao óleo de Santa Valburga é feita já no século IX por seu biógrafo Wolfhard de Herrieden (Acta Sanctorum, fevereiro de III, 562-3 e "Mon. Germ. Script.", XV, 535 sq.)
- São Menas: "Em 1905-1908, milhares de pequenos frascos com a inscrição: EULOGIA TOU AGIOU MENA (Lembrança de São Menas), ou similares, foram escavados por C.M. Kaufmann em Baumma (Karm Abum), no deserto de Mareotis, na parte norte do deserto da Líbia. O presente Bumma é o local de sepultamento do mártir líbio Menas, que durante o século V e talvez VI foi um dos locais de peregrinação mais famosos do mundo cristão. Os frascos de São Menas eram bem conhecidos dos arqueólogos e haviam sido encontrados não apenas na África, mas também na Espanha, Itália, Dalmácia, França e Rússia, para onde foram trazidos pelos peregrinos do santuário de Menas. Até as descobertas de Kaufmann, no entanto, os frascos deveriam conter óleo das lâmpadas que queimavam no sepulcro de Menas. A partir de várias inscrições nos frascos escavados por Kaufmann, é certo que pelo menos alguns deles, se não todos, continham água de um poço sagrado perto do santuário de São Menas e foram dados como lembrança aos peregrinos. O chamado óleo de São Menas era, portanto, na realidade, água de seu poço sagrado, que era usado como remédio contra doenças corporais e espirituais".
- Saint Nicolau de Mira: "Diz-se que um fluido emana das relíquias de Nicolau de Mira preservadas em Bari na Itália desde 1087. Diz-se que ele também fluiu de suas relíquias quando ainda estavam em Mira."
- Apóstolo São João Evangelista (de acordo com Gregório de Tours);[a]
- Apóstolo Santo André (de acordo com Gregório de Tours);
- "Santo Antipas, bispo de Pergámo, martirizado sob o imperador Domiciano (Acta Sanctorum,"April, II, 4);"
- "St. Babolenus, Abbot of St-Maur-des-Fossés near Paris, d. in the seventh century (Acta Sanctorum,  June, VII, 160);"
- "St. Candida the Younger of Naples, d. 586 (Acta Sanctorum,  Sept., II, 230);"
- "St. Demétrio de Tessalônica, martyred in 306 or 290 (Acta Sanctorum,  Oct., IV, 73-8);"
- "St. Eligius, Bishop of Noyon, d. 660 or soon after (Surius, De probatis sanctorum historiis, VI, 678);"
- "St. Euthymius the Great, abbot in Palestine, d. 473 (Acta Sanctorum,  Jan., II, 687);"
- "St. Fantinus, confessor, at Tauriano in Calabria, d. under Constantine the Great (Acta Sanctorum, July, V, 556);"
- "St. Felix of Nola, priest, died about 260 (Acta Sanctorum,  Jan., II, 223);"
- "St. Franca, Cistercian abbess, d. 1218 (Acta Sanctorum,  April, III, 393-4);"
- "St. Glyceria, martyred during the reign of Antoninus Pius (Acta Sanctorum,  May, III, 191);"
- "Bl. Gundecar, Bishop of Eichstädt, d. 1075 (Acta Sanctorum,  August, I, 184);"
- "St. Humilitas, first abbess of the Vallombrosian Nuns, d. 1310 (Acta Sanctorum,  May, V, 211);"
- "St. John the Almsgiver, Patriarch of Alexandria, d. 620 or 616 (Acta Sanctorum,  Jan., III, 130-1);"
- "St. John of Beverley, Bishop of York, d. 721 (Acta Sanctorum,  May, II, 192);"
- "St. Luke the Younger, surnamed Thaumaturgos, a hermit in Greece, d. 945-6 (Acta Sanctorum,  Feb., II, 99);"
- "St. Paphnutius, bishop and martyr in Greece, d. probably in the fourth century (Acta Sanctorum,  April, II, 620);"
- "St. Paul, Bishop of Verdun, d. 648 (Acta Sanctorum,  Feb., II, 174);"
- "St. Perpetuus, Bishop of Tongres-Utrecht, d. 630 (Acta Sanctorum,  Nov., II, 295);"
- "St. Peter González, Dominican, d. 1246 (Acta Sanctorum,  April, II, 393);"
- "St. Peter Thaumaturgus, Bishop of Argos, d. about 890 (Acta Sanctorum,  May, I, 432);"
- "St. Rolendis, virgin, at Gerpinnes in Belgium, d. in the seventh or eighth century (Acta Sanctorum,  May, III, 243);"
- "St. Reverianus, Bishop of Autun, and Companions, martyred about 273 (Acta Sanctorum, June, I, 40-1);"
- "St. Sabinus, Bishop of Canosa, d. about 566 (Acta Sanctorum,  Feb., II, 329);"
- "St. Sigolena, Abbess of Troclar, d. about 700 (Acta Sanctorum,  July, V, 636);"
- "St. Tillo Paulus, a Benedictine monk at Solignac in Gaul, d. 703 (Acta Sanctorum,  Jan., I, 380);"
- "St. Venerius, hermit on the Island of Palamaria in the gulf of Genoa, d. in the seventh century (Acta Sanctorum,  Sept., IV, 118);"
- "St. William, Archbishop of York, d. 1154 (Acta Sanctorum,  June, II, 140).""

## O óleo de Santa Filomena
Em Mugnano del Cardinale, uma mulher local, em 26 de agosto de 1805, colocou as mãos na lâmpada de óleo que queimava em frente ao corpo sagrado de Santa Filomena e ungia os olhos de seu filho cego. Dizia-se que a visão da criança era imediatamente restaurada. Todos os anos, o óleo no Santuário de Santa Filomena é abençoado pelo bispo local (Diocese Católica Romana de Nola, na Itália) e distribuído aos cristãos fiéis. O óleo de Santa Filomena tem o status de sacramental e os devotos são geralmente ungidos na testa com ele por um sacerdote ou leigo.